# Hecq
 Hecq  es una población y comuna francesa, en la región de Norte-Paso de Calais, departamento de Norte, en el distrito de Avesnes-sur-Helpe y cantón de Le Quesnoy-Est.

## Demografía
| 237 | 242 | 228 | 187 | 259 | 270 | 327 | 335 | 355 | 360 | 350 |
| Para los censos de 1962 a 1999 la población legal corresponde a la población sin duplicidades (Fuente: INSEE [Consultar]) |     |     |     |     |     |     |     |     |     |     |